# Квічаль довгохвостий
Квіча́ль довгохвостий (Zoothera dixoni) — вид горобцеподібних птахів родини дроздових (Turdidae). Мешкає в Гімалаях і горах Південно-Східної Азії. Вид названий на честь англійського орнітолога Чарлза Діксона.

## Опис
Довжина птаха становить 25—27 см, вага 71—125 г. Верхня частина тіла переважно оливково-коричнева, нижня частина тіла поцяткована чорними лускоподібними плямками. На щоках чорні плями, покривні пера крил мають світлі краї, на махових перах темні смуги. Хвіст відносно довгий. Дзьоб чорний, лапи жовті.

## Поширення і екологія
Довгохвості квічалі гніздяться в Гімалаях, від Гімачал-Прадешу і Уттаракханду в Північній Індії через Непал, Сіккім, Бутан і Північно-Східну Індію до Північної М'янми, Центрального і Південно-Східного Китаю. Взимку частина популяції мігрує до Північно-Східної Індії, Північної і Центральної М'янми, Північного Таїланду, Лаосу та В'єтнаму. Вони живуть у гірських ялинових, дубових, березових і рододендронових лісах та у високогірних чагарникових заростях. Зустрічаються на висоті від 1200 до 4200 м над рівнем моря. Сезон розмноження триває з травня по липень. Гніздо відносно велике, чашоподібне, зроблене з гілочок і моху, встелене травою, розміщується на невисокому дереві, на висоті до 3 м над землею.